# Martin-Luther-Gedächtniskirche

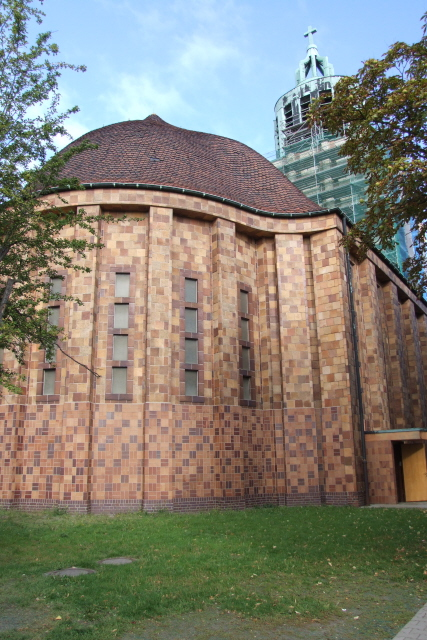
Außenansicht der Apsis mit dem eingerüsteten Turm

Die evangelische Martin-Luther-Gedächtniskirche im Berliner Ortsteil Mariendorf ist ein Baudenkmal und Zeitzeugnis der besonderen Art. Sie wurde von 1933 bis 1935 auf der Grundlage lange bestehender Planungen erbaut. Bei der Gestaltung des Innenraums vermischten sich staatliche und kirchliche Symbolik, wie bis heute erkennbar ist. Aus diesem Grund wird die Kirche seit etwa 2004, als sie durch ihren schlechten Bauzustand in die Schlagzeilen geriet, in der Presse gelegentlich auch als „Nazi-Kirche“ bezeichnet. Die Gemeinde selbst sieht die Überreste dieser Gestaltung im Zeitgeist von 1933 als Denk- und Mahnmal.

## Lage und Kurzbeschreibung
Das Gotteshaus steht in der Rathausstraße 28/29 im Bezirk Tempelhof-Schöneberg. Zugehörig ist ein in den Jahren 1969–1970 neu errichtetes Gemeindezentrum. Dieses entstand nach Plänen von Dietrich Noack und ist aus Kuben zusammengesetzt. Die Außengestaltung geht dabei auf den Erstentwurf des Kirchenarchitekten zurück. Die terrakottaverkleideten Fassaden des Kirchengebäudes und des Gemeindehauses sind farblich aufeinander abgestimmt.

## Vorgeschichte

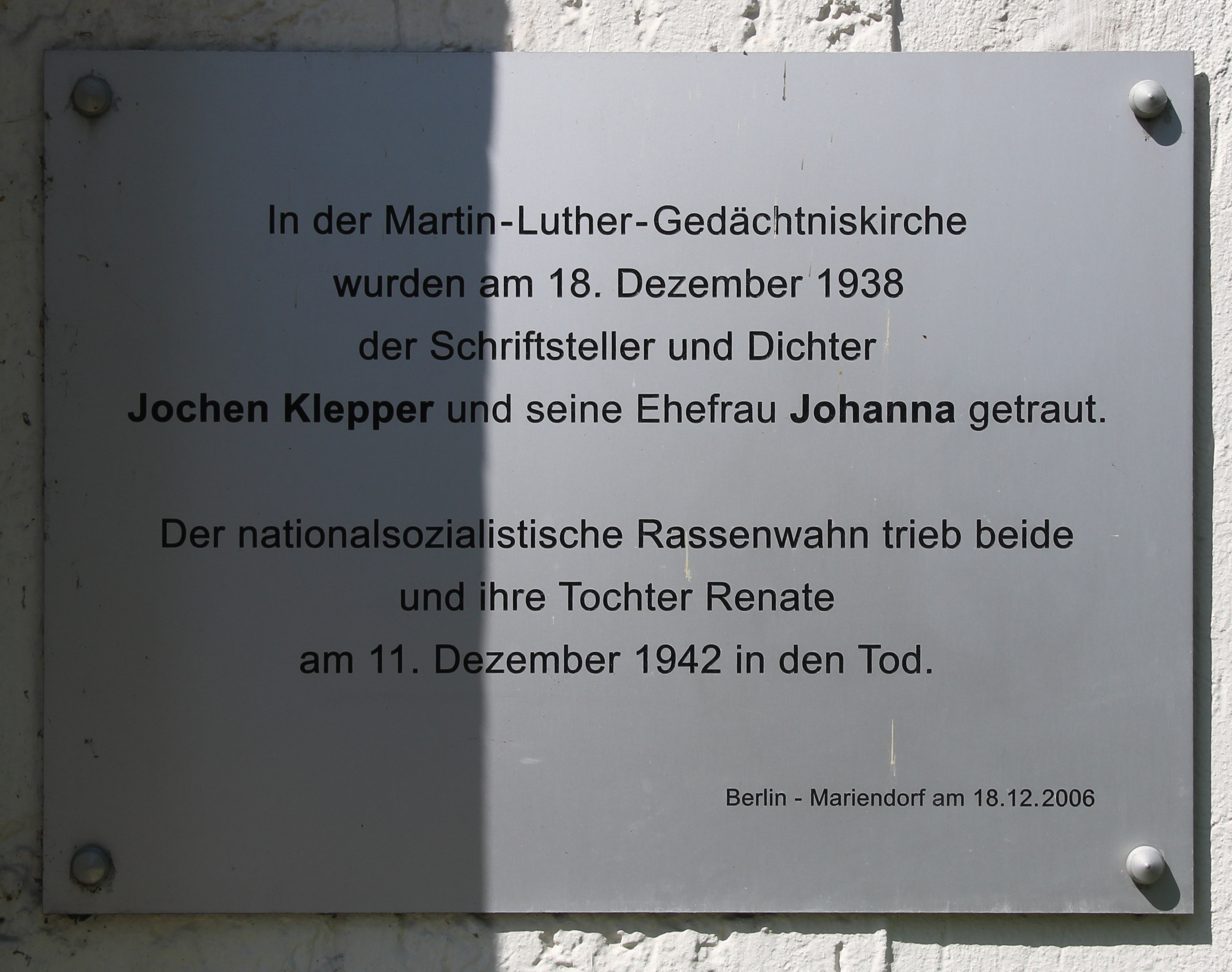
Gedenktafel ev. Gemeindehaus Johanna und Jochen Klepper, Rathausstraße 28, Berlin-Mariendorf

Im späten 19. Jahrhundert führte die Expansion der Metropole Berlin in vielen Vororten, so auch in Mariendorf, zu stürmischem baulichem und Bevölkerungswachstum. Die Dorfkirche Mariendorf, eine Feldsteinkirche aus dem 13. Jahrhundert, war für die Gemeinde in den 1880er Jahren längst zu klein. Im Jahr 1885 diskutierte die Gemeindeverwaltung deshalb erstmals über den Ausbau der Dorfkirche oder den Neubau einer Kirche.
Im Jahr 1908 wurde der Bau einer eigenen Kirche für die Gemeinde dringend. Vorrang erhielt aber der Bau einer Kirche in Südende, damals noch Teil der Parochie Mariendorf. 1918, noch vor Ende des Ersten Weltkriegs, fasste die Gemeinde den Beschluss zu einem Kirchenneubau und kaufte das Grundstück gegenüber dem Rathaus Mariendorf. Es sollte eine Kirche zur Erinnerung an die Toten des Ersten Weltkriegs oder eine Friedenskirche werden. Seit 1924 sammelte ein Kirchbauverein Spenden für einen Neubau. Die eingegangenen Beträge dienten dazu, 1926–1928 zunächst das Gemeindehaus nach einem Entwurf von Curt Steinberg, dem Leiter des kirchlichen Bauamtes im Konsistorium der altpreußischen Kirchenprovinz Brandenburg, zu der auch Berlin gehörte, zu errichten. Steinberg fertigte 1929 sowohl den papiernen Entwurf als auch ein Modell für den Kirchenbau. Da gerade die Inflationszeit vorüber war, bestand Geldmangel, sodass der Bau des neuen Gotteshauses auf unbestimmte Zeit zurückgestellt wurde. Die Modelle standen seit 1929 im Gemeindehaus. Dieses erhielt Ende des 20. Jahrhunderts den Namen des Theologen und Schriftstellers Jochen Klepper und seiner Frau (Johanna und Jochen Klepper-Haus) und wurde ebenfalls unter Denkmalschutz gestellt. Im Hof des Gemeindehauses steht eine Bronzeplastik Psalmen singender David, die  nach einem Entwurf des Bildhauers Waldemar Otto 1970 angefertigt wurde.

## Bau des Kirchengebäudes

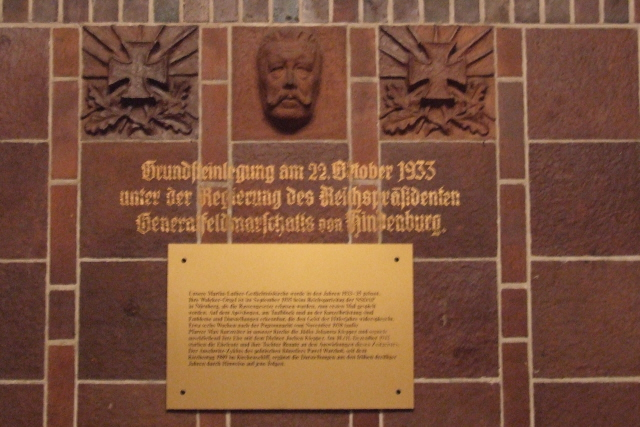
Gedenktafel zur Grundsteinlegung

In der Zeit des Nationalsozialismus verfügte die Gemeinde über ausreichend Geld, um das sakrale Gebäude nach den ursprünglichen Bauplänen errichten zu lassen. Im September 1933 begannen die Bauarbeiten für den Kirchenbau, von denen ein großer Teil als Arbeitsbeschaffungsmaßnahme bei hoher Arbeitslosigkeit ausgeführt wurde. Die Grundsteinlegung erfolgte am 22. Oktober 1933. Der Architekt Steinberg hatte sich mit der Weltanschauung der neuen Machthaber identifiziert und brachte in die überarbeiteten Pläne auch Elemente der Zeit bei der Gestaltung des Innenraums ein. Zwei Jahre und zwei Monate später, am 22. Dezember 1935, feierte die Kirchengemeinde die Einweihung des Baus, der nun an Martin Luther erinnern sollte.

## Architektur

### Außen

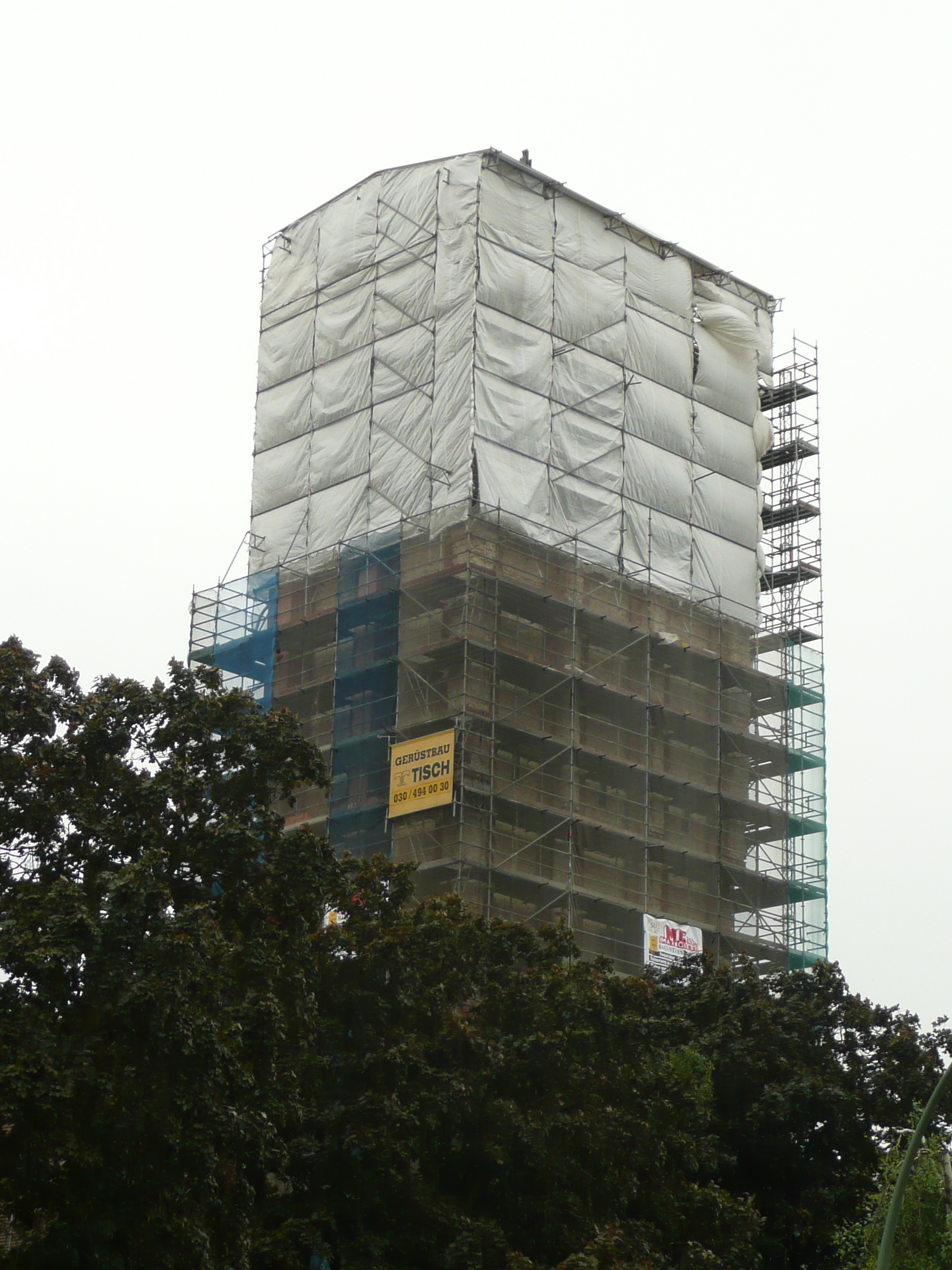
Turm im Mai 2010 während der Sanierungsarbeiten

Es handelt sich um einen tonneüberwölbten Saalbau mit einer halbrunden Apsis. Gemauerte Pfeiler tragen Kirchenschiff, Apsis und den Kirchturm mit rechteckigem Grundriss. Eine Eisenkonstruktion bildet das Dach. Der Kirchturm war mit einer Höhe von über 50 Metern geplant. Wegen der Nähe zum Flughafen Tempelhof wurde dieses Maß auf 49,20 Meter reduziert, die sonst vorgeschriebenen Warnleuchten konnten entfallen. Eine 6,60 Meter hohe Glockenstube mit einem ovalen Grundriss nahm vier Bronzeglocken auf. Der Kirchturm wird von einer Laterne bekrönt.
Die Fassade wird aus großformatigen, in unterschiedlicher Färbung ausgeführten Terrakottaplatten gebildet, die während des Aufbaus übereinandergestellt und mit Mauerwerk hinterfüllt wurden; eine Praxis, die zu massiven konstruktionsbedingten Schäden führt, wie seit Mitte der 1990er Jahre bekannt wurde. Sie werden schrittweise beseitigt.

### Innen

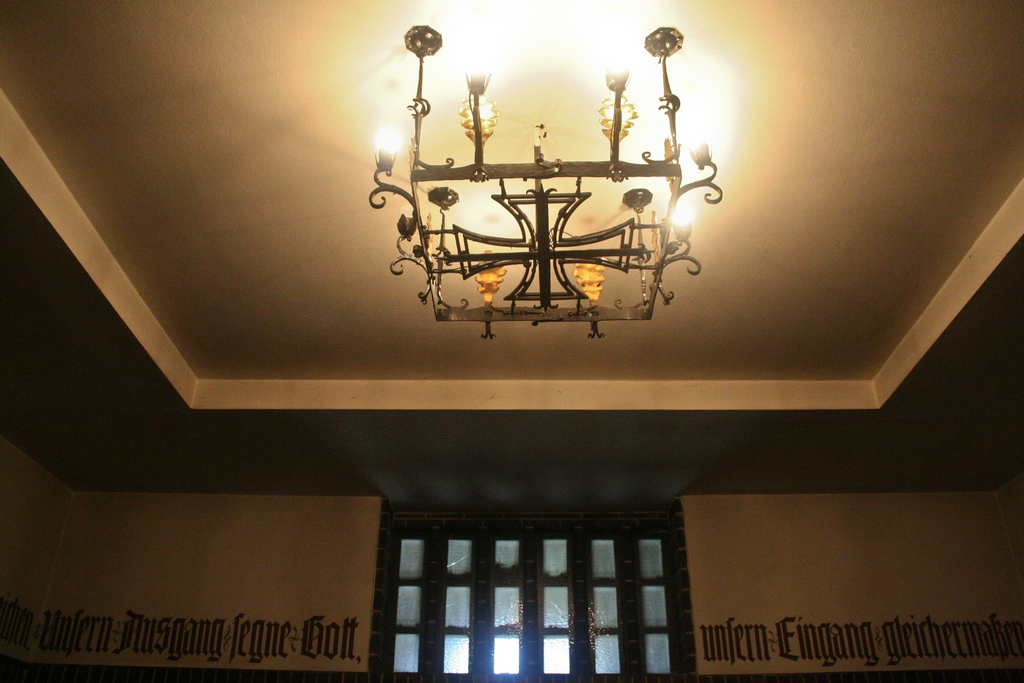
Eingangsportal mit Leuchter in Form eines Eisernen Kreuzes

Die Vorhalle ist als Ehrenhalle für die Gefallenen des Ersten Weltkriegs ausgeführt. Hier hängt als Symbol der Zeit ein gusseiserner Deckenleuchter in Form eines Eisernen Kreuzes, umrankt von goldenen Eichenblättern. Im Jahr 1922 hatte der Generalsekretär des Volksbundes Deutsche Kriegsgräberfürsorge derartige Kronleuchter als „sinnige Ehrung“ in Kirchen empfohlen.
An den Wänden sind aus Terrakotta lebensgroße Porträt-Halbreliefs der Köpfe des Reichspräsidenten Paul von Hindenburg und des Reformators Martin Luther zu sehen, die sich gegenseitig in die Augen blicken. Anstelle des Luther-Bildnisses befand sich laut einem Tagebuch-Eintrag Jochen Kleppers vom 24./27. Januar 1936 eine Darstellung von Adolf Hitler („im Vorraum Hitlers Portraitbüste“), Dies wird auch in Teil 3 der Chronik der Kirchengemeinde bestätigt.
Zwischen Wand und Decke befindet sich umlaufend in damals gern verwendeter Frakturschrift die erste Zeile des Lutherchorals „Ein feste Burg ist unser Gott, ein gute Wehr und Waffen“, ergänzt um den Anfang des Liedes Unsern Ausgang segne Gott von Hartmann Schenck.
Im Kirchenschiff fällt der leicht abfallende, stufenlose Fußboden auf, der dem Raum eine theatralische Wirkung verleiht. Dieser Eindruck wird auch durch die keramikverkleideten Gurtbögen am Tonnengewölbe unterstützt. Den Übergang vom Kirchenschiff zum Altarraum bildet ein Triumphbogen. Dieser Bogen ist mit rund 800 Symbolterrakotten von Heinrich Mekelburger verkleidet, die 36 wiederkehrende Motive zeigen. Die christlichen Motive sind systematisch mit staatlichen und nationalsozialistischen Symbolen verknüpft: Unmittelbar neben einem Hakenkreuz befanden sich das Christusmonogramm, die Evangelistensymbole sowie die Dornenkrone. Weiterhin waren hier ein Strahlenkranz als NS-Hoheitszeichen sowie das Zeichen der NSV zu sehen. Diese Kombination entsprach der Ideologie der NS-nahen Vereinigung Deutsche Christen als Synthese von Christentum und Nationalsozialismus. Die Hakenkreuze und Symbole der NSV wurden nach dem Ende der Naziherrschaft entfernt, die zugehörigen Reichsadler verblieben an ihren Plätzen.

## Ausstattung

### Chor, Altar, Leuchter, Gedenkkunst

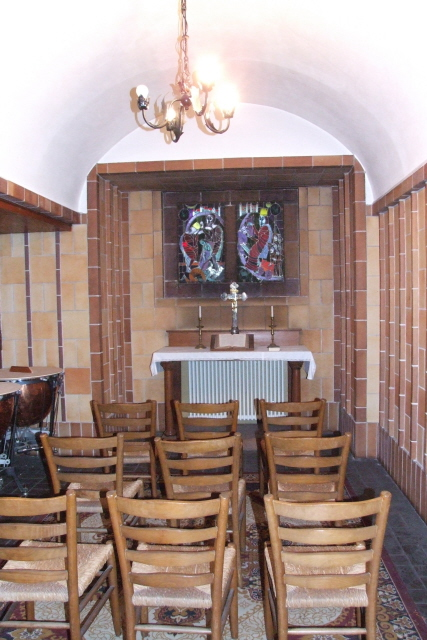
Kapelle

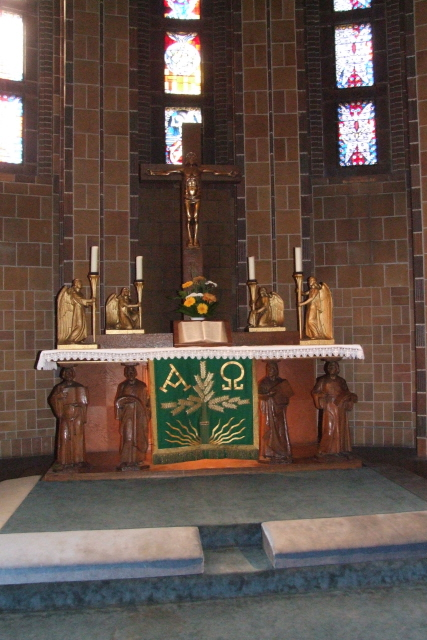
Altar

Der Altarraum wird durch neun bleiverglaste Fenster mit Stationen des Glaubensbekenntnisses belichtet. Sie stammen von Hans Gottfried von Stockhausen aus dem Jahr 1970, nachdem die ursprünglich von Werner Göritz entworfenen Fenster im Krieg zerstört wurden.
Der dunkelbraun gebeizte Altar wird von Holzfiguren getragen, die, ohne jedoch die entsprechenden Attribute zu halten, auch als die vier Evangelisten interpretiert werden. Die Holzarbeiten an Kanzel und Taufe bezeugen auch hier den NS-Zeitgeist. An der Kanzel gesellen sich ein Soldat, ein SA-Mann und ein Hitlerjunge zu den anderen Figuren aus der Bergpredigt und stellen zugleich die „ideale deutsche Familie“ dar. Auch die hölzerne Taufe zeigt auf einer Seite einen uniformierten SA-Mann, der eine gewisse Ähnlichkeit mit Adolf Hitler aufweist. Auffällig auch der Zeitgeist am Altarkreuz: Dort hängt kein leidender oder sterbender Christus, sondern ein „deutscher Held“ mit trotzig gerecktem Kinn, der den Tod besiegt oder überwindet bzw. überwunden hat.
Zur kritischen Auseinandersetzung mit der nationalsozialistischen Gestaltung des Kirchenraumes beschloss der Gemeindekirchenrat 1989 den Ankauf der Kunstwerke Auschwitz und Oratio des polnischen Künstlers Paweł Warchoł. Insgesamt 14 Collagen bilden eine Sequenz, die am Lagertor beginnt und an einem Verbrennungsofen endet. Sie erinnern an die Stationen eines Kreuzweges.

### Orgel

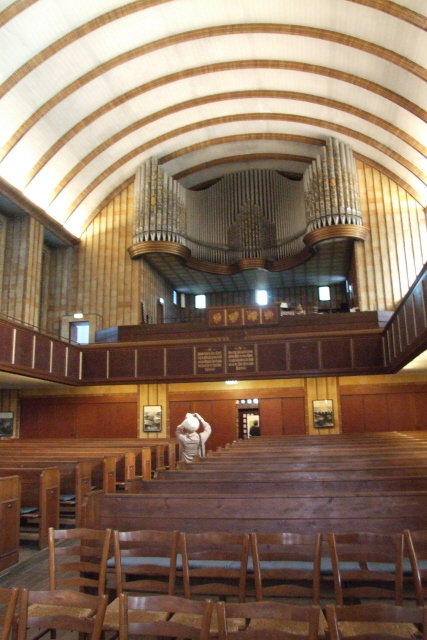
Innenraum und Orgel

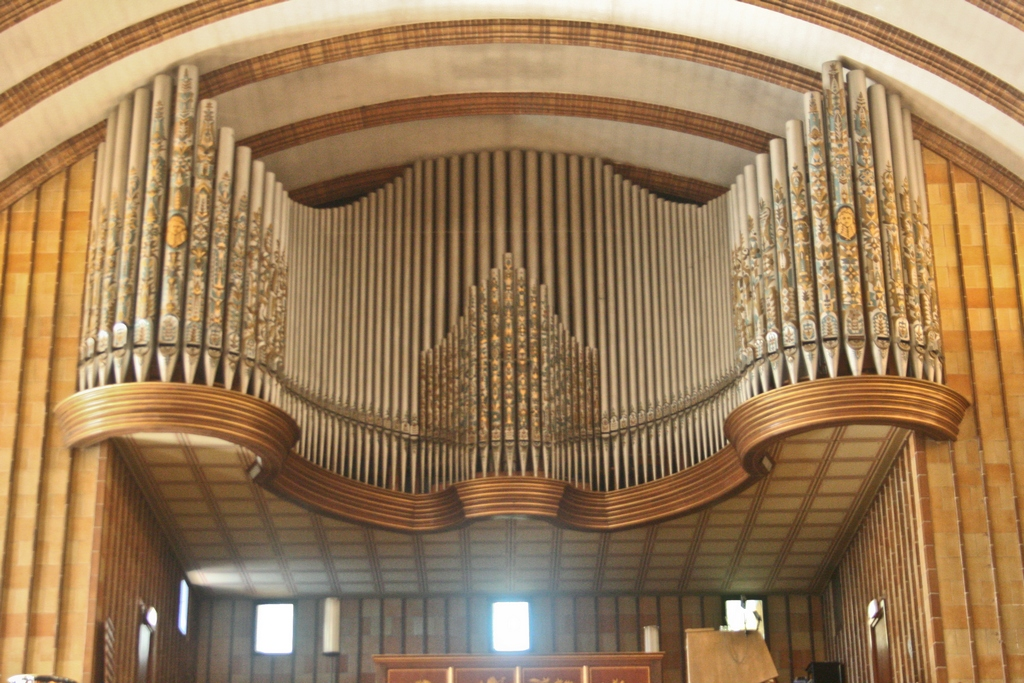
Orgel

Eine besondere Vorgeschichte hat auch die 1935 von der Orgelbaufirma E.F. Walcker (Ludwigsburg) erbaute Orgel. Vor ihrem Einbau in diesem Gotteshaus kam sie auf Anforderung von Adolf Hitler zunächst in Nürnberg für den Reichsparteitag der NSDAP im Jahr 1935 zum Einsatz. Mit ihrem Spiel wurde der Parteitag eröffnet, auf dem die Nürnberger Gesetze verkündet wurden. Nach Abschluss des Parteitags wurde das Instrument im Oktober 1935 demontiert, nach Berlin gebracht, und in der Kirche im Dezember 1935 eingeweiht. Nachdem die Orgel in den 1960er Jahren eine bauliche Veränderung erfahren hatte, wurde sie 1984 wieder in den historischen Zustand zurückversetzt.
Das Instrument hat 50 Register (davon sieben Transmissionen) auf vier Manualen und Pedal. Die beiden Schwellwerke sind für die Superoktavkoppeln auf einen Tonumfang bis a4 ausgebaut. Die Trakturen werden elektropneumatisch gesteuert.
| I Hauptwerk C–a3 |               |        |
| 01.              | Quintatön     | 16′    |
| 02.              | Prinzipal     | 08′    |
| 03.              | Gemshorn      | 08′    |
| 04.              | Bordun        | 08′    |
| 05.              | Prinzipal     | 04′    |
| 06.              | Rohrflöte     | 04′    |
| 07.              | Quinte        | 02 ⁄3′ |
| 08.              | Oktave        | 02′    |
| 09.              | Mixtur IV–V 0 | 02′    |
| 10.              | Cymbel III    | 01⁄2′  |
| 11.              | Trompete      | 08′    |

| II Schwellwerk C–a3 |               |         |
| 12.                 | Hornprinzipal | 08′     |
| 13.                 | Gedackt       | 08′     |
| 14.                 | Quintatön     | 08′     |
| 15.                 | Salizional    | 08′     |
| 16.                 | Prinzipal     | 04′     |
| 17.                 | Nachthorn     | 04′     |
| 18.                 | Schwiegel     | 02′     |
| 19.                 | Terz          | 01 3⁄5′ |
| 20.                 | Quinte        | 01 ⁄3′  |
| 21.                 | Scharf IV     | 01′     |
| 22.                 | Krummhorn     | 08′     |
| 23.                 | Oboe          | 08′     |
|                     | Schwebung     |         |

| IV Fern-Schwellwerk C–a3 |            |     |
| 37.                      | Echobordun | 08′ |
| 38 .                     | Vox humana | 08′ |
|                          | Schwebung  |     |

| III Schwellwerk C–a3 |                   |        |
| 24.                  | Gedackt           | 16′    |
| 25.                  | Geigenprinzipal 0 | 08′    |
| 26.                  | Rohrgedackt       | 08′    |
| 27.                  | Aeoline           | 08′    |
| 28.                  | Vox coeleste      | 08′    |
| 29.                  | Ital. Prinzipal   | 04′    |
| 30.                  | Spitzflöte        | 04′    |
| 31.                  | Quintflöte        | 02 ⁄3′ |
| 32.                  | Waldflöte         | 02′    |
| 33.                  | Sifflöte          | 01′    |
| 34.                  | Mixtur III–IV     | 01 ⁄3′ |
| 35.                  | Alphorn           | 08′    |
| 36.                  | Schalmei          | 04′    |
|                      | Schwebung         |        |

| Pedal C–f1 |                          |        |
| 39.        | Untersatz (aus Nr. 41) 0 | 32′    |
| 40.        | Prinzipalbass            | 16′    |
| 41.        | Subbass                  | 16′    |
| 42.        | Sanftbass (Nr. 24)       | 16′    |
| 43.        | Oktavbass                | 08′    |
| 44.        | Gedacktbass (Nr. 26)     | 08′    |
| 45.        | Choralbass (Nr. 29)      | 04′    |
| 46.        | Bassflöte (Nr. 32)       | 02′    |
| 47.        | Rauschpfeife IV          | 02 ⁄3′ |
| 48.        | Posaune                  | 16′    |
| 49.        | Horn (Nr. 35)            | 08′    |
| 50.        | Schalmei (Nr. 36)        | 04′    |

- Koppeln
  - Normalkoppeln: II/I, III/I, III/II, I/P, II/P, III/P
  - Suboktavkoppeln: III/I, III/III
  - Superoktavkoppeln: II/I, III/I, III/II, II/II, III/III, III/P
- Spielhilfen:
  - vier freie Kombinationen, Tutti, Generalkoppel, Registercrescendo
  - Absteller für Handregister, Walze, Zungen, Suboktavkoppeln, Fernwerk, sowie Einzelzungenabsteller

## 1939 bis April 1945: Kriegszeit
Die Glocken mussten während des Zweiten Weltkriegs – sieben Jahre nach der Einweihung – im Jahr 1942 als Metallspende des deutschen Volkes der Rüstung geopfert werden. Im Dezember 1943 kam es zum ersten Bombenschaden am Kirchengebäude. Sämtliche Kirchenfenster und das Gemeindehaus waren betroffen. Zwei Brandbomben durchschlugen die Apsis und das Gewölbe, richteten im Inneren allerdings nur begrenzten Schaden an.

## Nutzungen und Veränderungen ab Mai 1945
Im Jahr 1945 diente die Martin-Luther-Gedächtniskirche vorübergehend der US Army als Garnisonkirche. Dadurch konnte noch 1945 eine Notverglasung der Fenster vorgenommen werden. Die Folgen des Luftkrieges wurden erst mit der Rückgabe an die Kirchengemeinde Anfang der 1950er Jahre vollständig beseitigt. 1954 mussten am Turm Instandsetzungsarbeiten vorgenommen werden. Neue Kupferverkleidungen sollten die Turmspitze und die bis dahin offene Glockenstube vor Witterungseinflüssen schützen.
Die neuen Apsisfenster wurden 1970 nach dem Entwurf von Hans Gottfried von Stockhausen angefertigt.
Ab 2004 diente die Kirche nur noch ausnahmsweise für große Gottesdienste oder andere Einzelveranstaltungen, da der Turm baufällig war und erhebliche Sicherheitsvorkehrungen für die Nutzung erforderlich waren. Der Turm wurde bis Ende 2011 aus Mitteln des Bundes, des Landes Berlin, der Deutschen Stiftung Denkmalschutz und der evangelischen Kirchengemeinde Berlin-Mariendorf denkmalgerecht instand gesetzt (siehe Einleitungsbild). Daneben steigt das Interesse zahlreicher Initiativen und Vereine, die sich der Denkmalpflege und der Erinnerungskultur verschrieben haben.
Mit der Absicht des Gedenkens, der Mahnung  und der Versöhnung gehört die Kirchengemeinde seit 1992 – aktiv seit 2003 – der Nagelkreuzgemeinschaft an.